# Улица Помяловского (Санкт-Петербург)
Улица Помяло́вского — улица в Красногвардейском районе Санкт-Петербурга. Проходит от Малоохтинского до Новочеркасского проспекта.

## История
В 1836—1860 годах звалась Огородной улицей, затем Огороднической. В 1865—1962 годах это Суворовская улица. В 1962 году в целях устранения одноимённых названий улица была переименована в честь Николая Герасимовича Помяловского (1835—1863) — писателя, ярко описавшего быт Малой Охты, где он жил.
Первоначально имя Н. Г. Помяловского было присвоено другой улице: в 1913 году в собрание выборных Охтинского пригородного общества было подано прошение от жителей Охты — увековечить имя писателя. Собрание решило переименовать Оградную (встречается название и по тогдашней орфографии — Оградскую) улицу в улицу Помяловского. Прежнее название было связано с тем, что улица проходила вдоль ограды Малоохтинского кладбища. Впоследствии эта улица была застроена.

## Пересечения
- Малоохтинский проспект
- Новочеркасский проспект

## Транспорт
Ближайшая станция метро — «Новочеркасская».
Можно доехать на автобусах № 5, 132 и 174; троллейбусах № 7, 18 и 33 или трамваях № 10 и 23.

## Учреждения
- Колледж «Станкоэлектрон»